# Isabel Moreno
Isabel Moreno Pérez (La Habana, 28 de enero de 1942 - Miami, 9 de junio de 2024) fue una actriz cubana de teatro, cine y televisión. En su trayectoria interpretó varios personajes como Teresa Trebijo, La Santiaguera, Chachi, La Mexicana, Soledad Mendoza, Cachita o Bernarda Alba.
Su inspiración,  el teatro clásico español y actrices como Ernestina Linares y Antonia Rey. Así como obras de Arthur Miller y Eugene O'Neill. Lorca estuvo siempre en su vida y después de varias interpretaciones de este autor, vuelve sobre los pasos lorquianos como Bernarda en The House of Bernarda Alba, sobre una adaptación del ganador del Premio Pulitzer Nilo Cruz.

## Biografía
Nace en La Habana el 28 de enero de 1942, hija única de Eugenio Moreno e Isabel Pérez, pertenece a una generación de actrices cubanas formadas en el teatro. Trabajó en Cuba, Venezuela y los Estados Unidos, su último país de residencia. Forman parte de su historia artística personajes como Teresa Trebijo, La Santiaguera, Chachi, La Mexicana, Soledad Mendoza, Cachita o Bernarda Alba. Se mantuvo más de 34 años casada con el actor Gaspar González. Tuvo dos hijas y un hijo.

### Comienzos
Sus inicios fueron en el teatro, donde está la mayor parte de su carrera artística, aunque incursionó en cine y televisión. Durante más de 20 años perteneció al grupo Teatro Estudio. Fue profesora de la Escuela Nacional de Arte de Cuba y del Instituto Superior de Arte durante varios años. Emigró a Venezuela a principio de los 90. Sus primeros trabajos fueron en las telenovelas venezolanas de cadenas como Marte TV, RCTV y Venevisión. A principios de 2001 llegó a los Estados Unidos donde trabajó para la televisión y el teatro con apariciones esporádicas en el cine.
En los años 1960 se envuelve en el movimiento cultural de La Habana y el nacimiento de varios grupos de teatro. Debuta como amateur en la obra La taza de café dirigida por Juan Rodolfo Amán. Participa en el Primer Festival de Teatro Obrero y Campesino en 1962 con La fablilla del secreto bien guardado.
En 1961 integra un grupo de jóvenes actores con formación en pantomima y expresión corporal bajo las órdenes del profesor francés Pierre Chausat. Perteneció a grupos de teatro como el Conjunto Dramático Nacional, Las máscaras, el grupo La Rueda, Guernica, etc.
Sus obras y personajes:
- Un tranvía llamado deseo, de Tennessee Williams (interpreta a Blanche DuBois)
- Réquiem por Yarini, de Carlos Felipe Hernández (interpreta a la Santiaguera)[3]
- La ópera de los tres centavos, de Bertolt Brecht (interpreta a la Zorra)
- Aire frío, de Virgilio Piñera (interpreta a María)[4]
- Entremeses japoneses, de Yukio Mishima

Buscando estabilidad y nuevos horizontes se incorporó al Grupo Teatro Estudio en 1969.

### Grupo Teatro Estudio
Bajo la dirección de Raquel Revuelta y con la tutoría de Vicente Revuelta, Berta Martínez, y Armando Suárez del Villar, entre otros, participa en más de veinte obras de teatro y alterna el teatro con papeles en el cine cubano y la televisión. Esta es la etapa más fructífera de su carrera en Cuba. Realiza a su vez varias giras nacionales e internacionales con la compañía a España, y otros países de Europa. Algunas de sus obras más importantes son:
- El millonario y la maleta, de Gertrudis Gómez de Avellaneda (interpreta a Gabriela)
- Bernarda, version de Bertha Martínez de La casa de Bernarda Alba de Federico García Lorca (interpreta a Adela)[6]
- El perro del hortelano de Lope de Vega (interpreta a la Condesa Diana)
- El becerro de oro de Joaquín Lorenzo Luaces (interpreta a Belén)
- El Conde Alarcos de José Jacinto Milanés (interpreta a Blanca)[7]
- La dolorosa historia de amor secreto de José Jacinto Milanés de Abelardo Estorino (interpreta a Carlota)[8]
- Casa de muñecas de Henrik Ibsen (interpreta a Nora)
- La casa de Bernarda Alba de Federico García Lorca (interpreta a Adela)
- Las impuras de Miguel de Carrión (interpreta a Teresa Trebijo
- Bodas de sangre de Federico García Lorca (interpreta a la novia)
- Santa Camila de la Habana Vieja de José Ramón Brene (interpreta a Camila)
- Morir del cuento de Abelardo Estorino (interpreta a Delfina la anciana)
- ¿Y quién va a tomar café? de José Milián (interpreta a la abuela)

### Teatro en los Estados Unidos
- El arte de quejarse o Kvetch, Venevisión Internacional, 2003 (interpreta a la suegra)[9]
- O.K., Repertorio Español Nueva York, 2007[10]
- The Color of Desire, Actors' Playhouse, 2010 (interpreta a Leandra)[11]
- El malentendido, Teatro Avante, 2011 (interpreta a la madre)[12]
- The House of Bernarda Alba, University of Miami Theater Department, 2011 (interpreta a Bernarda Alba)[13]
- ARPIAS, Hispanic Theater Guild, 2012 (interpreta a Mildred)[14]
- El No, Teatro Avante, 2012-2013 (interpreta a Laura)[15]
- Metamorphoses, University of Miami Theater Department, 2013 (interpreta varios personajes)[16]
- Años difíciles, Teatro Avante, 2014 (interpreta a Olga)[17]

## Cine
En su trayectoria cinematográfica destacan las películas:
| Año  | Título                      | Director                          | Personaje                |
| ---- | --------------------------- | --------------------------------- | ------------------------ |
| 1964 | Soy Cuba                    | Mijaíl Kalatózov                  | Estudiante universitaria |
| 1967 | El bautizo                  | Roberto Fandiño                   | Lita                     |
| 1968 | Lucía                       | Humberto Solás                    | Amiga de Lucía           |
| 1968 | La ausencia                 | Alberto Roldán                    |                          |
| 1973 | El extraño caso de Rachel K | Oscar Valdés                      | Doris                    |
| 1986 | Un hombre de éxito          | Humberto Solás                    | Berta                    |
| 1989 | La bella de Alhambra        | Enrique Pineda Barnet             | La Mexicana              |
| 1989 | Bajo presión                | Víctor Casaus                     | Clara                    |
| 1990 | Mujer transparente          | Héctor Veitía, Mayra Segura, etc. | Isabel                   |
| 1990 | Solteronas en el atardecer  | Guillermo Torres                  |                          |
| 1994 | Deadly Weapon               | James Lloyd                       | Comandante de la CIA     |
| 1999 | Brenda busca empleo         | Eduardo Barberena                 | Marion                   |
| 2010 | Dos veces Ana               | Sergio Giral                      | Dominique                |

## Televisión
| Año  | País           | Título                             | Director             | Personaje                    |
| ---- | -------------- | ---------------------------------- | -------------------- | ---------------------------- |
| 1987 | Cuba           | Hoy es siempre todavía             | Tony Lechuga         | Chachi                       |
| 1987 | Cuba           | La séptima familia                 | Juan Vilar           | Graciela                     |
| 1990 | Cuba           | La Botija                          | Danilo Lejardi       | Tía de Teo                   |
| 1992 | Venezuela      | Divina obsesión                    | Tito Rojas           | Madre Alejandra              |
| 1993 | Cuba           | Cuando el agua regresa a la tierra | Mirta González Perea | Altagracia                   |
| 1993 | Venezuela      | El paseo de la Gracia de Dios      | Luis A. Lamata       | Soledad Mendoza              |
| 1994 | Venezuela      | Cruz de nadie                      | Víctor Fernández     | Dolores                      |
| 1996 | Venezuela      | Pecado de amor                     | Marcos Reyes Andrade | Amalia Márquez               |
| 1996 | Venezuela      | El perdón de los pecados           | Claudio Callao       | Hilda Cristina Ramos         |
| 1997 | Venezuela      | Amor mío                           | Claudio Callao       | Carmen de Briceño            |
| 1999 | Venezuela      | Toda mujer                         | Carlos Izquierdo     | Jade                         |
| 1999 | Venezuela      | Cuando hay pasión                  | Cesar Bolívar        | Emperatriz Malave            |
| 2000 | Venezuela      | Amantes de luna llena              | Cesar Bolívar        | Angustias                    |
| 2001 | Venezuela      | Más que amor, frenesí              | Carlos Izquierdo     | Corazón                      |
| 2002 | Estados Unidos | Gata salvaje                       | Yaki Ortega          | Mercedes Salazar             |
| 2004 | Estados Unidos | Anita, no te rajes                 | Danny Gavídia        | Cachita Moret                |
| 2006 | Estados Unidos | Tierra de pasiones                 | Danny Gavídia        | Nana                         |
| 2008 | Estados Unidos | Amor comprado                      | Yaki Ortega          | Rosa                         |
| 2009 | Estados Unidos | Alma indomable                     | Yaki Ortega, etc.    | Rafaela Pérez                |
| 2015 | Estados Unidos | Ruta 35                            | Otto Rodríguez       | Doña Conchita                |
| 2016 | Estados Unidos | ¿Quién es quién?                   | Luis Manzo           | Doña Sara                    |
| 2017 | Estados Unidos | La fan                             | David Posada         | Madre de Carlos López "Mami" |
| 2017 | Estados Unidos | Milagros de navidad                | Otto Rodríguez       | Doña Catalina "Cata"         |
| 2019 | Estados Unidos | Betty en NY                        | Gustavo Loza         | Doña Inés "Inesita" Sandoval |
| 2021 | Estados Unidos | La suerte de Loli                  | Miguel Varoni        | Doña Catalina                |
| 2024 | Estados Unidos | La mujer de mi vida                | Miguel Varoni        | Beatriz «Beba» Salcedo       |

## Premios
| Año  | Organización | Premio             | Título                    |
| ---- | ------------ | ------------------ | ------------------------- |
| 1987 | UNEAC        | Actriz protagónica | ¿Y quién va a tomar café? |
| 2007 | Premios HOLA | Actriz protagónica | O.K.                      |
| 2008 | Premios ACE  | Actriz de comedia  | O.K.                      |